# مؤسسة أيام المسرح
مؤسسة أيام المسرح (1995) هي مؤسسة غير حكومية وغير ربحية، مسجلة في فلسطين، ومقرها في غزة. تعد المؤسسة مركزاً تدريبياً للدراما ومسرحاً في الوقت نفسه. ويحمل الاسم تعبيراً عن هدف المؤسسة في أن يحصل كل طفل على "يوم مسرحي" واحد على الأقل خلال العام الدراسي.
نالت المؤسسة جائزة السينوغرافيا عن مسرحية الرماديون في مهرجان فلسطين الوطني للمسرح في دورته الثالثة عام 2022. خلال الحرب الفلسطينية الاسرائيلية 2023 تم قصف وتدمير المؤسسة بشكل كامل.

## رسالة المؤسسة
تطمح المؤسسة إلى جعل الدراما والمسرح والنشاطات الإبداعية جزءاً لا يتجزأ من حياة الشباب في فلسطين، لتمنحهم فرصة اكتشاف أبعاد جديدة من الحياة الإبداعية، ومن خلال تشجيع هذه الأنشطة، تسعى المؤسسة إلى بناء أسس التنمية السلمية في فلسطين، مستندة إلى احترام حقوق الإنسان وتعزيز المجتمع المدني. حيث تسعى لتحقيق ذلك من خلال تعاونها مع المؤسسات التعليمية الرسمية والمنظمات المحلية التي تدعم الأطفال والشباب، سواء للعمل معهم أو من أجلهم.

## أنشطتها
تنظم مؤسسة أيام المسرح أنشطة متنوعة أهمها:
- تدريب الشباب من عمر 18 فما فوق للعمل في المسرح والدراما مع الأطفال.
- عمل مسرحيات مع الكبار من أجل الأطفال والشباب وعرضها.
- ورشات دراما مدتها ثلاثة أسابيع لأطفال المدارس وورشات أسبوعية لأفلام الرسوم المتحركة مع الأطفال.
- مهرجانات الدراما، مجموعة من أفضل نتائج ورشات الدراما و ورشات الرسوم المتحركة.
- تدريب معلمين على استعمال الأسلوب الدرامي في المدارس، وتدريب السرد القصصي للنساء والذي يشمل منتديات وعروض مسرحية، وتدريب متقدم لخريجي منهاج الثلاث سنوات الموهوبين.